# Fosse Vuillemin
La fosse Vuillemin ou Émile Vuillemin de la Compagnie des mines d'Aniche est un ancien charbonnage du Bassin minier du Nord-Pas-de-Calais, situé à Masny. Elle est baptisée en l'honneur d'Émile Vuillemin, ingénieur-gérant de la Compagnie. Le puits est commencé en 1891 dans une partie encore inexploitée de la concession, son centre. L'exploitation débute en 1895. Très rapidement, de vastes cités sont établies à l'est et à l'ouest de la fosse, comprenant une grande diversité dans l'architecture.
La Compagnie des mines d'Aniche est nationalisée en 1946, et intègre le Groupe de Douai. Le puits est approfondi à 300 mètres en 1950, et il est un temps question de moderniser le site afin qu'il devienne siège de concentration, mais le projet est annulé, faute d'un gisement convenable, et la fosse cesse d'extraire en 1955. Elle assure alors le retour d'air pour la fosse Delloye qui remonte sa production jusqu'à sa fermeture en 1971. Le puits Vuillemin, profond de 390 mètres, est remblayé la même année, et les installations sont détruites.
Au début du XXIe siècle, Charbonnages de France matérialise la tête de puits Vuillemin. Un centre commercial Intermarché s'installe sur le carreau de fosse, le puits se retrouve dans la zone des livraisons. Les cités minières, en revanche, ont été conservées et réhabilitées. La cité-jardin du Garage, la cité moderne du Champ Fleuri, ainsi que son école et son église, ont été classées le 30 juin 2012 au patrimoine mondial de l'Unesco.

## La fosse
Seize ans après le début du fonçage de la fosse Roucourt, la Compagnie des mines d'Aniche décide d'ouvrir une nouvelle fosse. Elle est située à 1 920 mètres à l'ouest de la fosse Sainte-Marie, à 4 275 mètres à l'est de la fosse Saint-René, à 3 920 mètres à l'est-nord-est de la fosse Roucourt, dans une partie encore inexploitée de la concession.

### Fonçage
Le puits est commencé en 1891, au sud du village de Masny, le long de la route reliant Douai à Denain, comme les fosses Saint-René, Saint-Hyacinthe et Fénelon. Le diamètre du puits est de 4,25 mètres. Le cuvelage est en fonte de 5,51 à 117,80 mètres. Le terrain houiller a été atteint à 184 mètres,.

### Exploitation
La fosse entre en exploitation en 1895. Elle est baptisée en l'honneur d'Émile Vuillemin, ingénieur-gérant de la Compagnie d'Aniche, celui-ci a notamment écrit de nombreux ouvrages sur le bassin minier, qui servent encore de référence au XXIe siècle.
La Compagnie des mines d'Aniche est nationalisée en 1946, et intègre le Groupe de Douai. La profondeur du puits est de 300 mètres en 1950, le service et l'aérage sont assurés par la fosse Sébastopol, sise à Erchin, à 1 980 mètres au sud-sud-ouest. C'est à cette période qu'il avait été envisagé de moderniser la fosse pour en faire un siège de concentration, mais le gisement paraissant limité et accidenté, ce projet a définitivement été annulé.
La fosse cesse d'extraire en 1955, la production remonte alors par la fosse Delloye, sise à Lewarde à 2 325 mètres à l'ouest-sud-ouest. La fosse Vuillemin assure le retour d'air. Le puits est ravalé à 367 mètres en 1965. La fosse ferme en 1971, lorsque la fosse Delloye est arrêtée. Le puits, profond de 390 mètres est remblayé en 1971, quatre accrochages sont alors établis à 200, 220, 290 et 390 mètres. Toutes les installations sont détruites.

### Reconversion
Au début du XXIe siècle, Charbonnages de France matérialise la tête de puits. Le BRGM y effectue des inspections chaque année. Un centre commercial Intermarché est installé sur le carreau de fosse à la fin des années 2000. Le puits est alors situé près du quai de livraison, sans sa plaque d'identification.

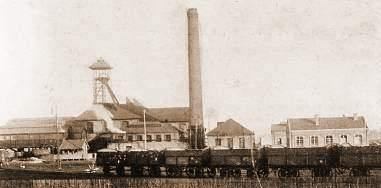
La fosse en 1914.
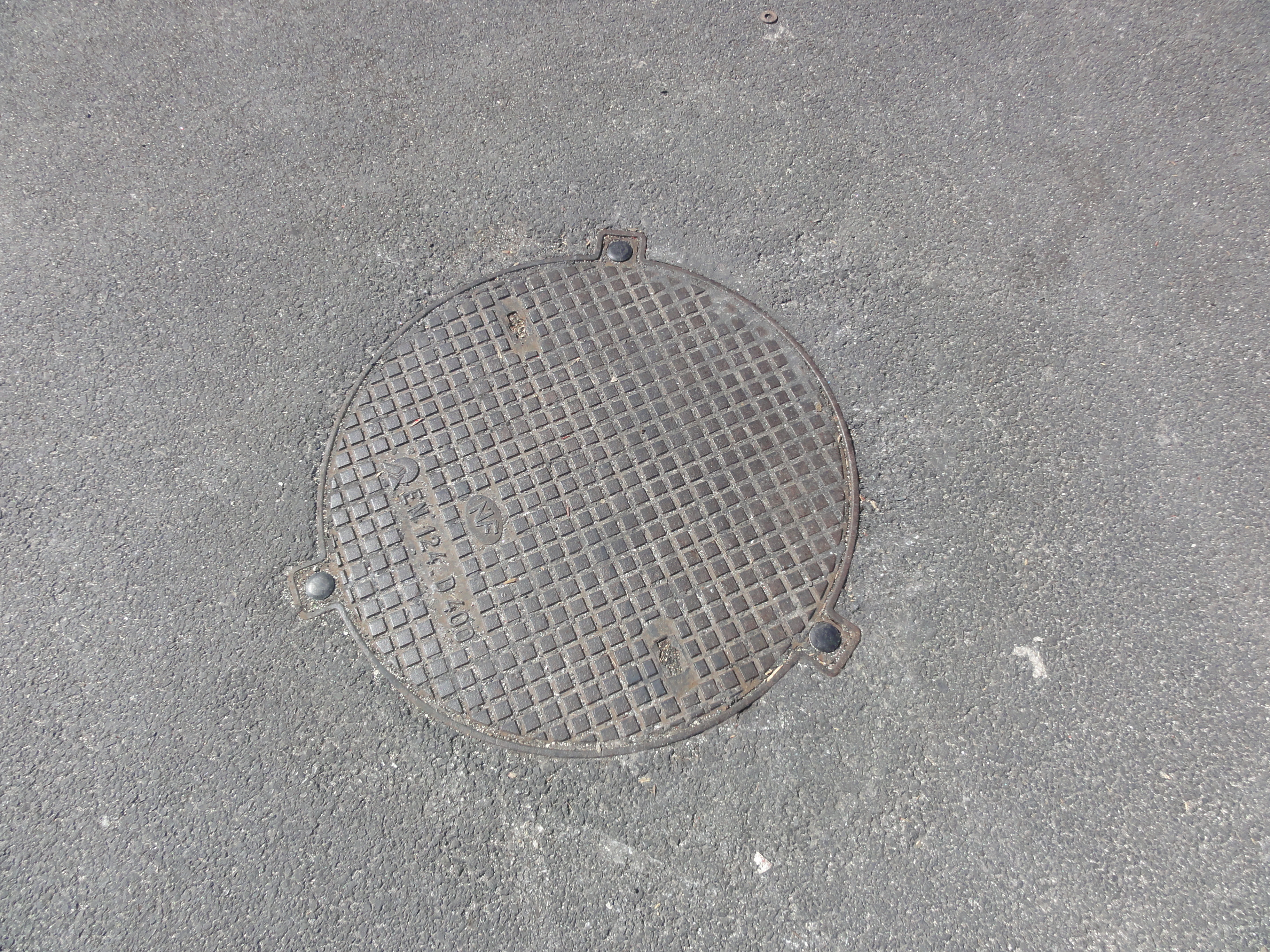
La tête de puits matérialisée Vuillemin.
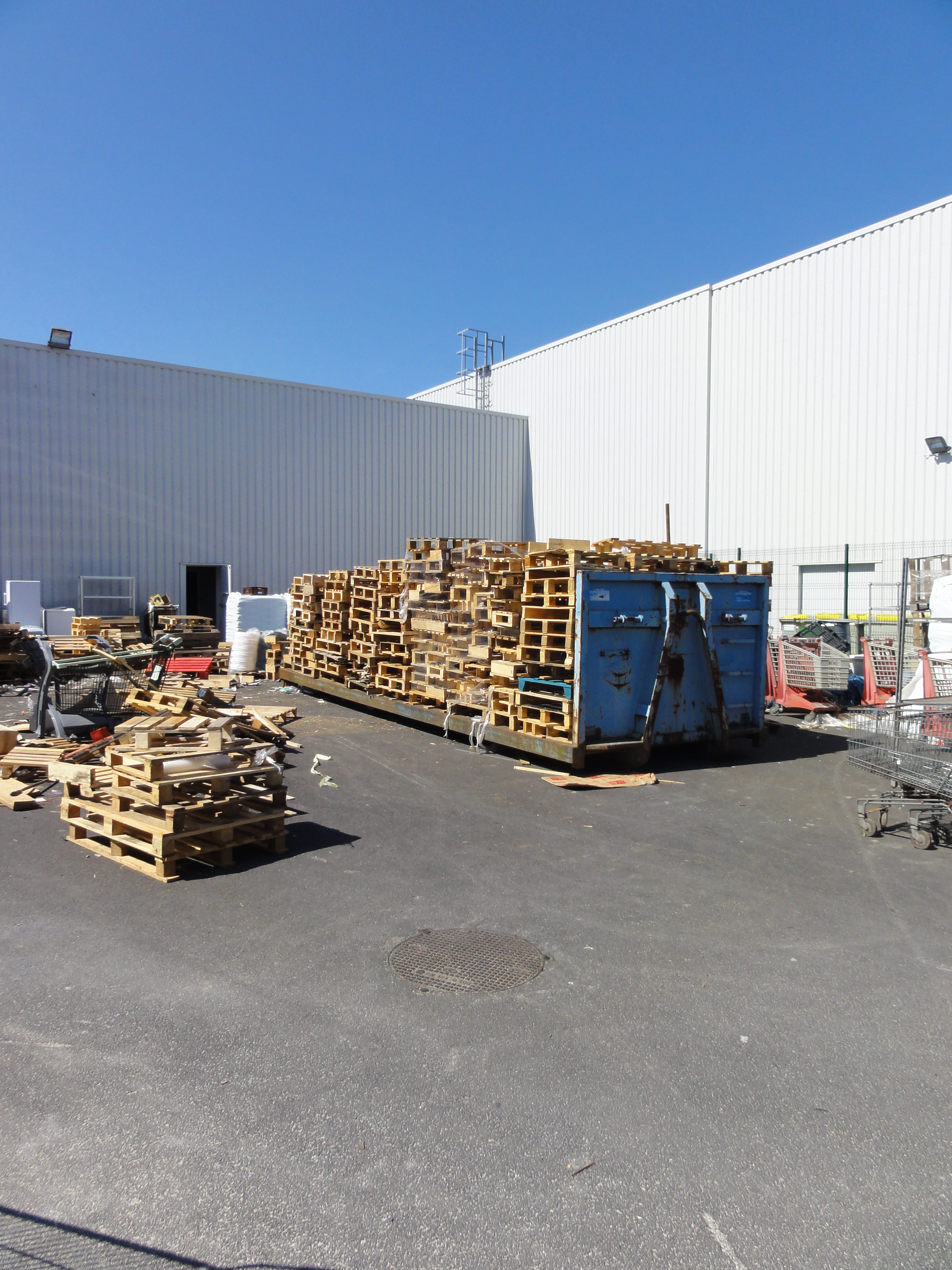
Le puits dans son environnement.
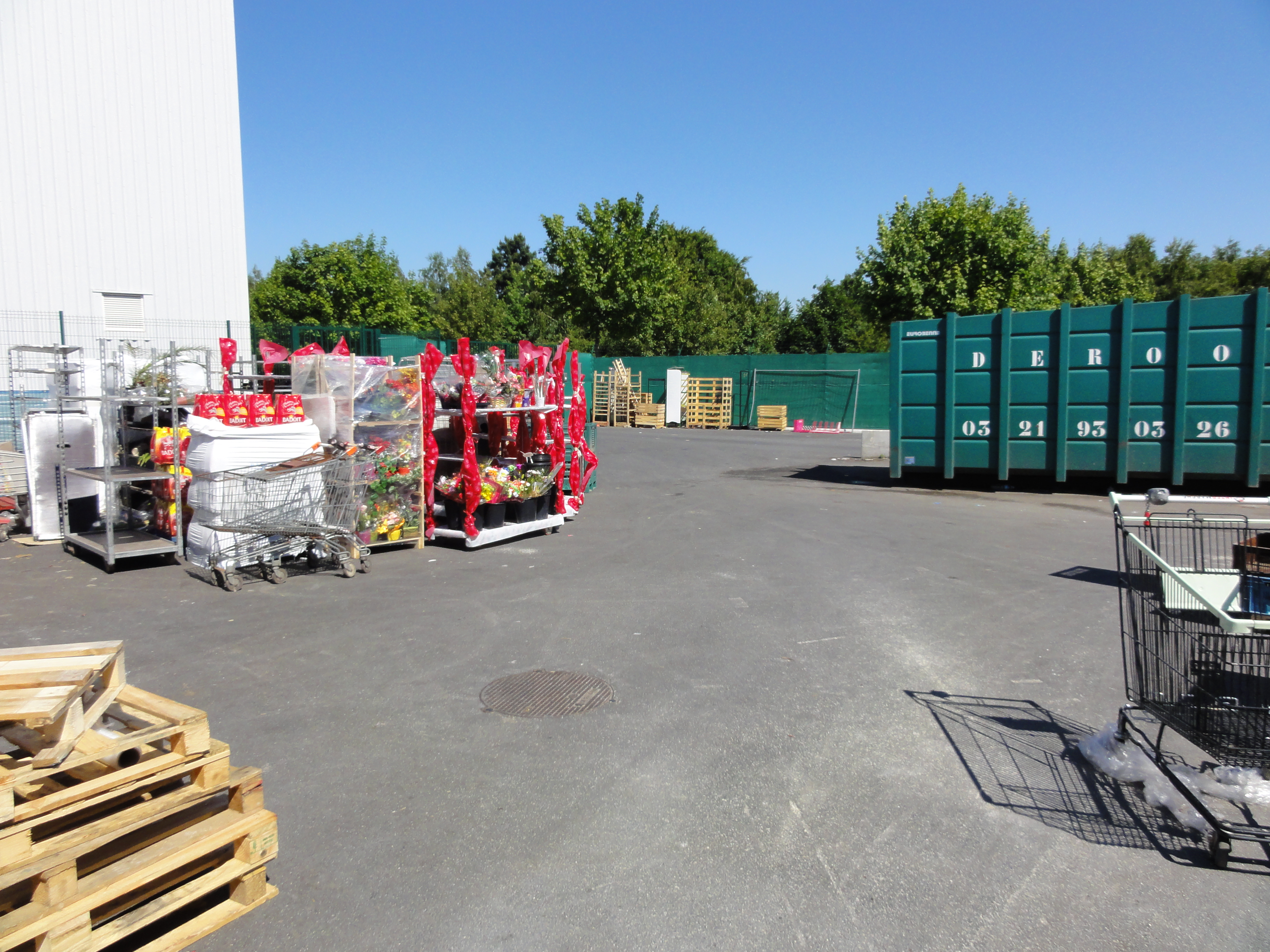
Le puits dans son environnement.
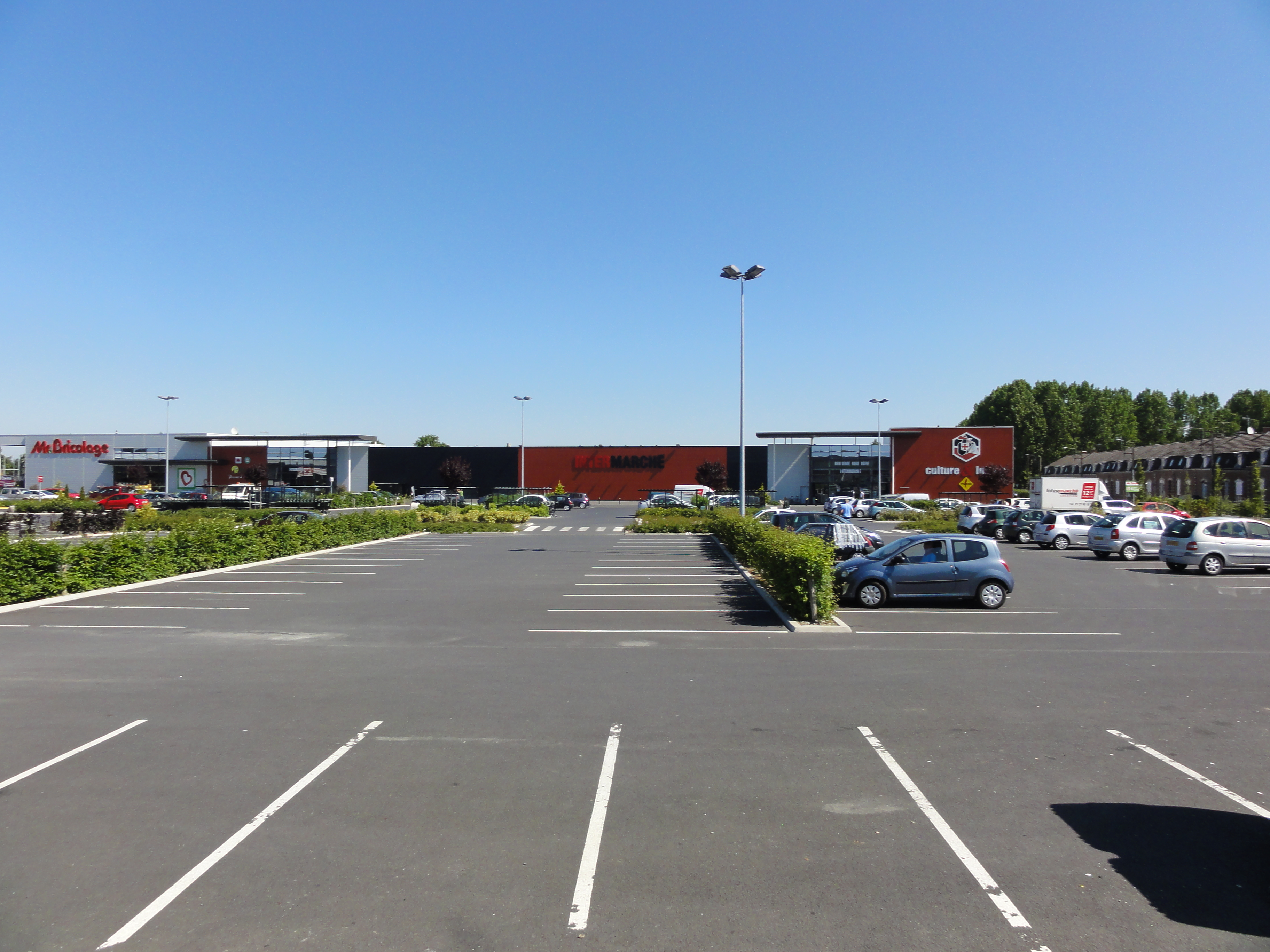
Le carreau de fosse en 2011.

## Les cités
De vastes cités minières ont été établies à l'est et à l'ouest de la fosse, étendues le long de la route reliant Douai à Denain, sur les communes de Masny et Écaillon. De nombreux modèles typiques de la Compagnie des mines d'Aniche y sont représentés, ainsi que des habitations post-nationalisation. La cité-jardin du Garage, la cité moderne du Champ Fleuri, ainsi que son école et son église, font partie des 353 éléments répartis sur 109 sites qui ont été classés le 30 juin 2012 au patrimoine mondial de l'Unesco. Elles constitue le site no 22.

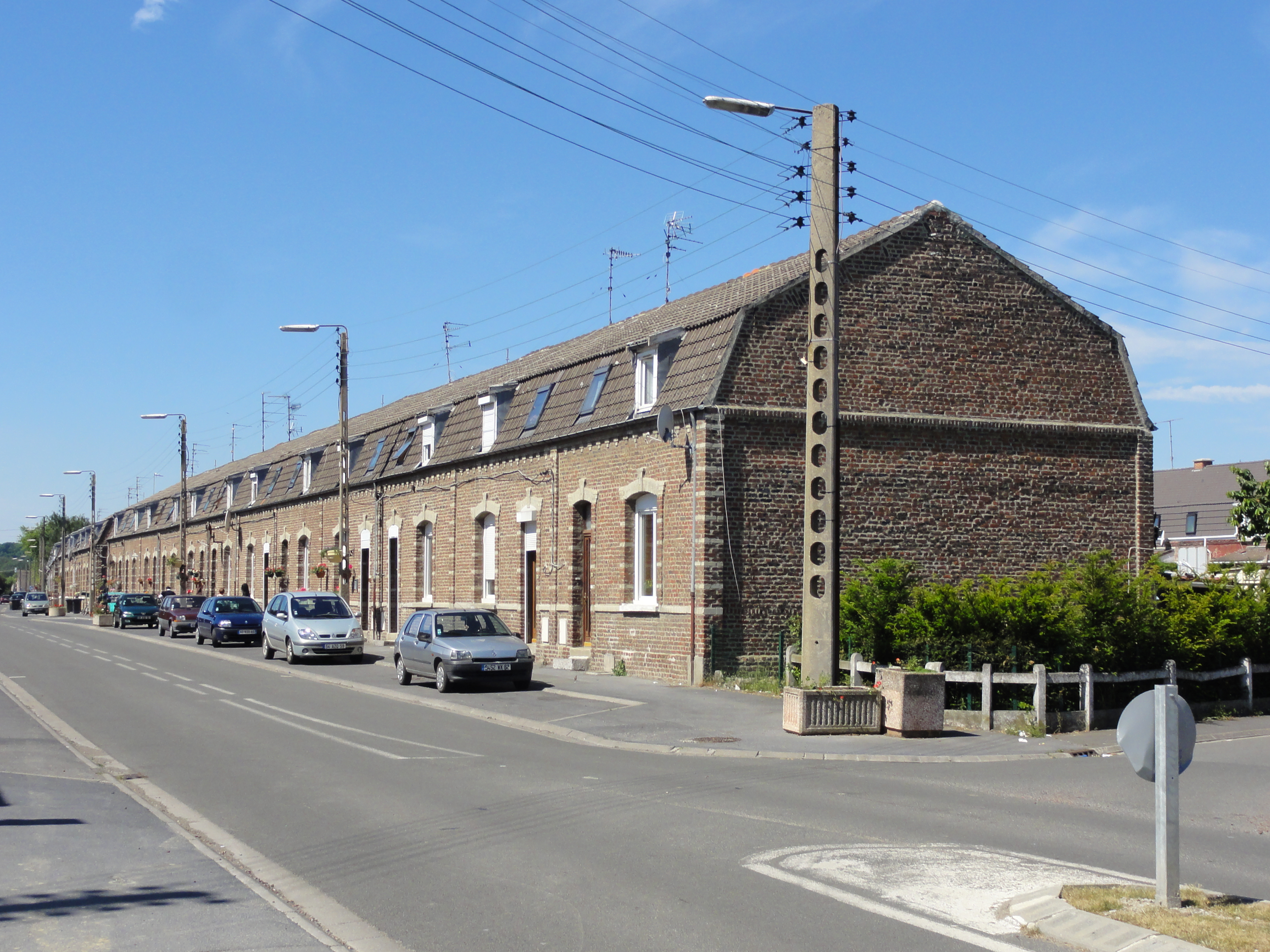
Des corons.
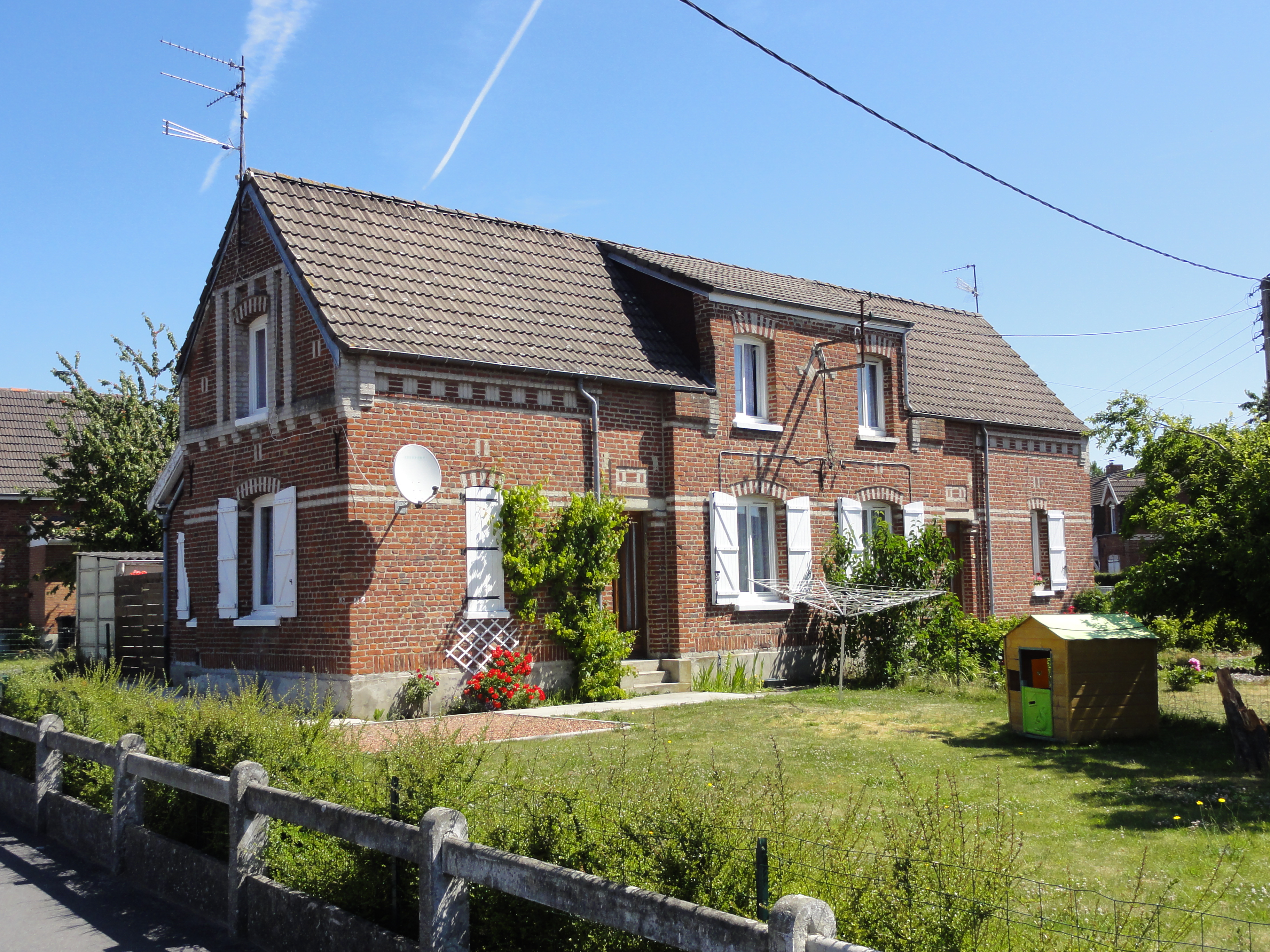
Des habitations groupées par deux.
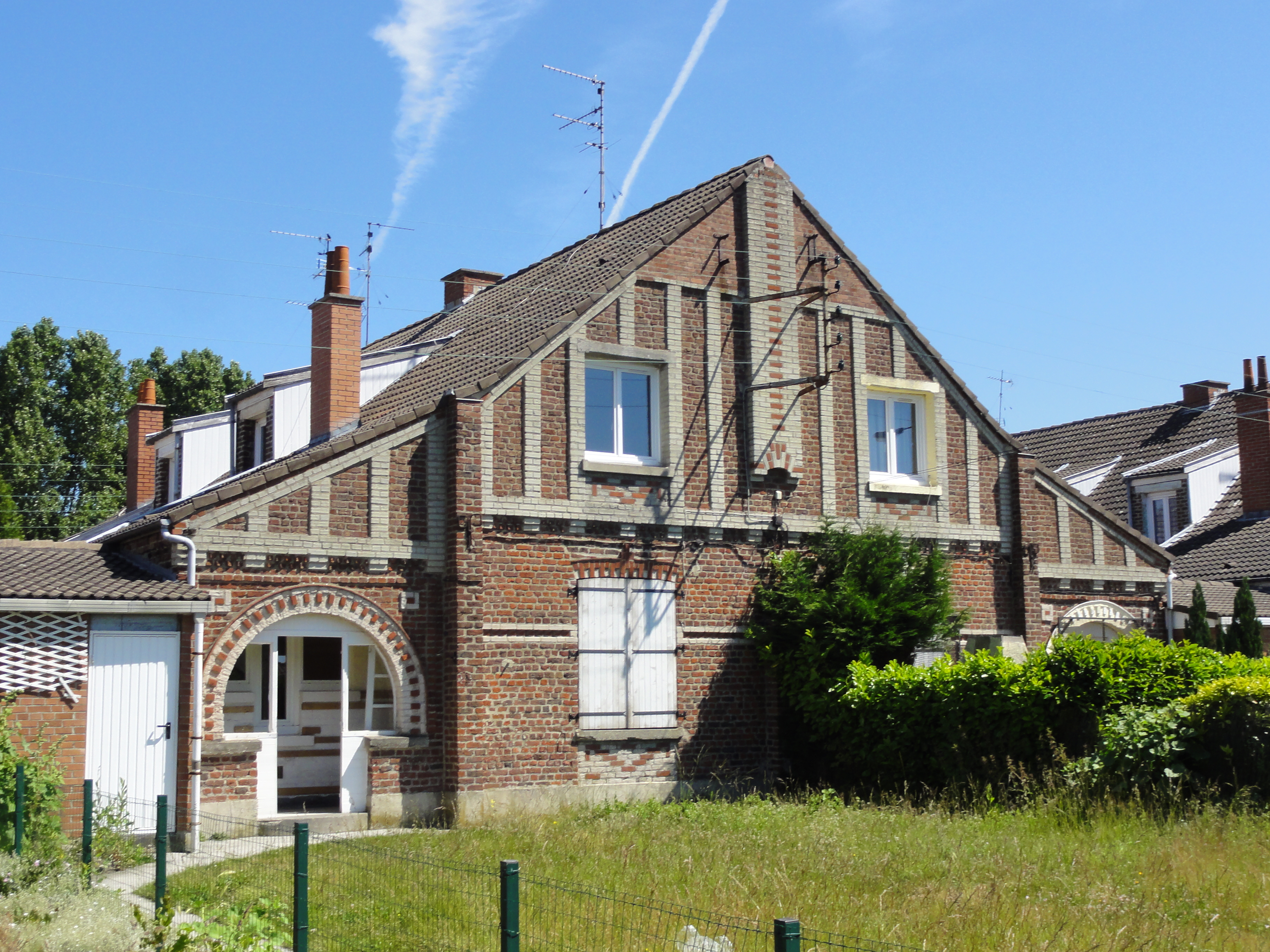
Des habitations groupées par quatre.
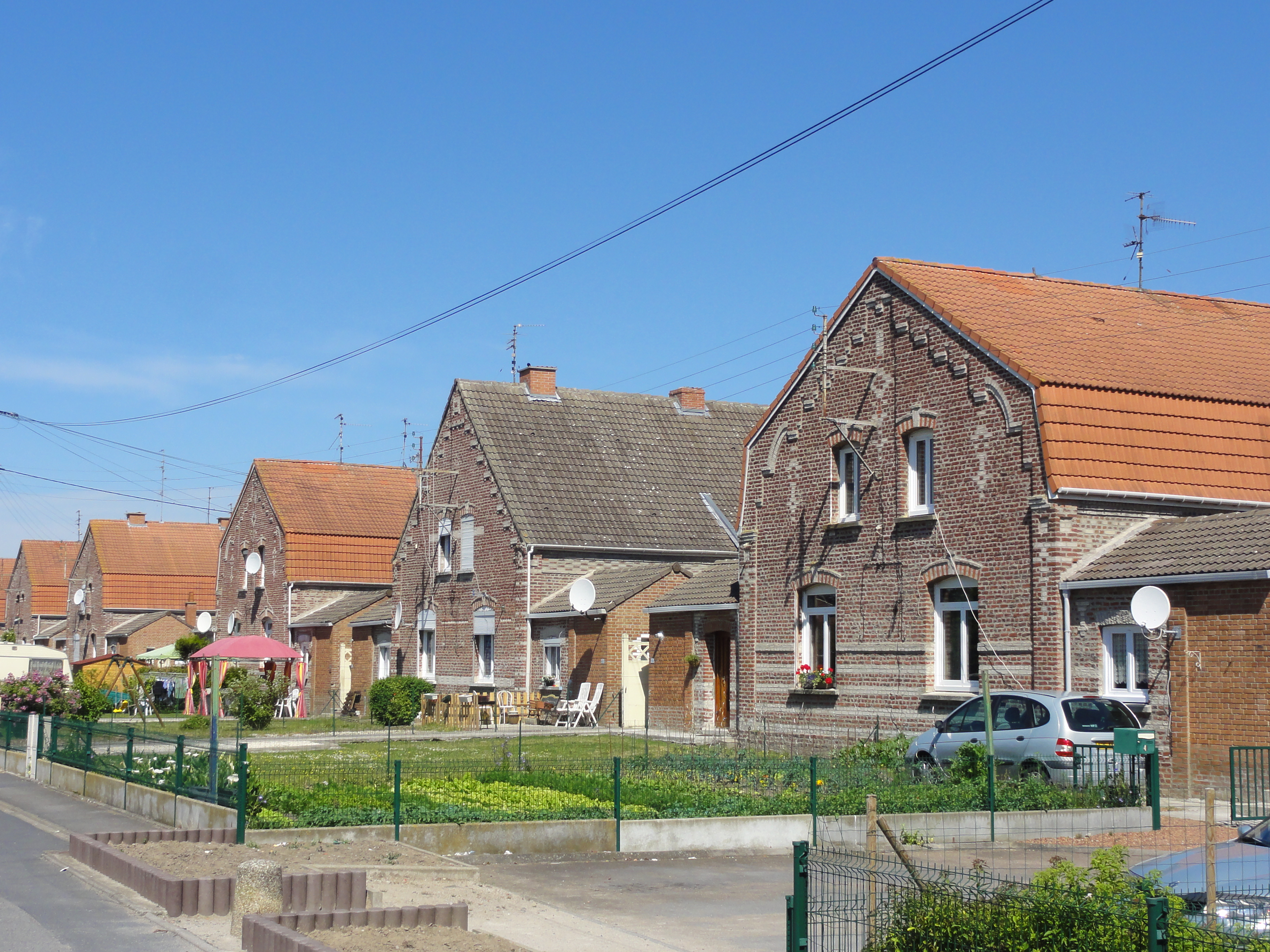
Des habitations groupées par quatre.
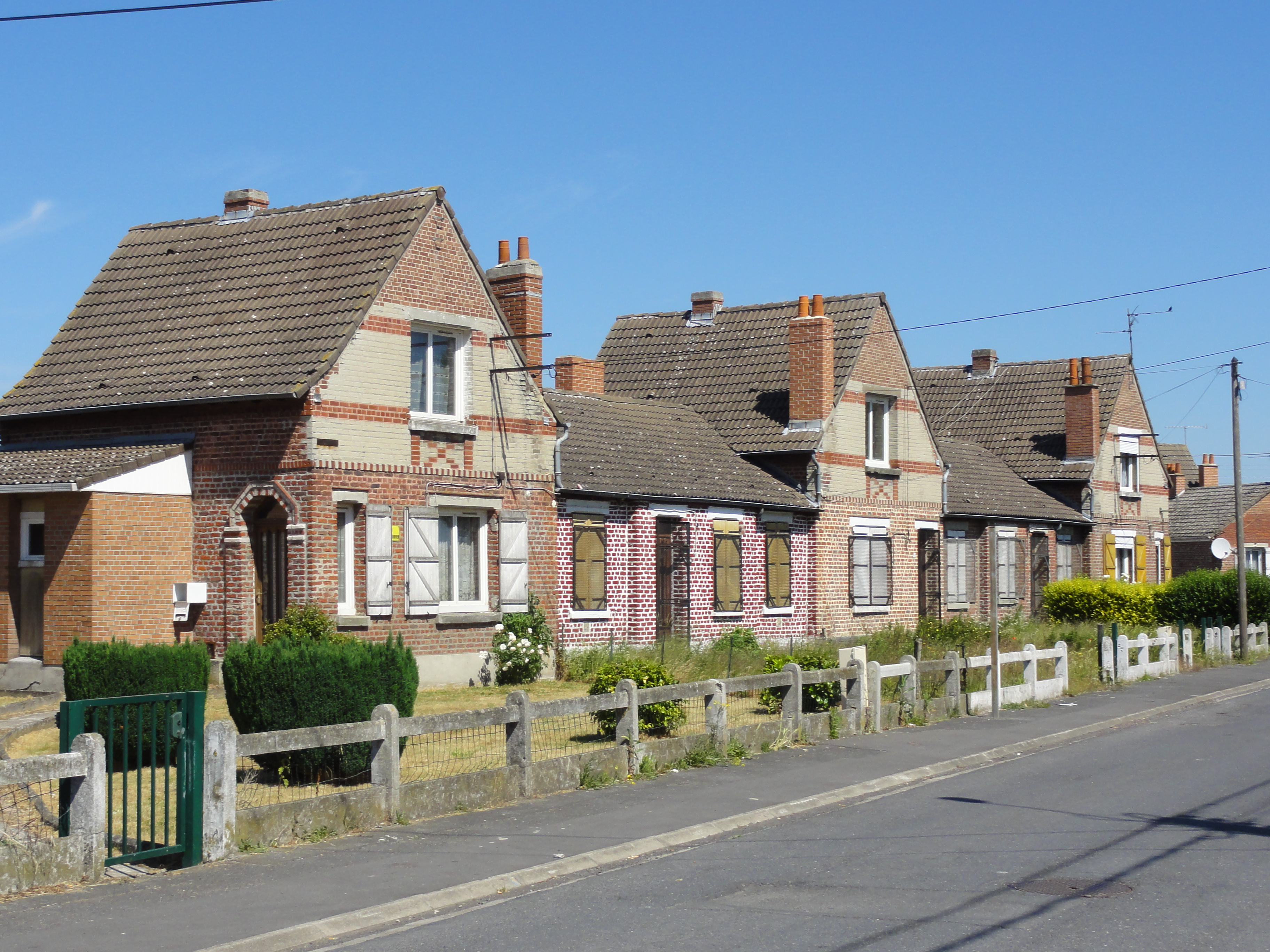
Des habitations groupées par cinq.
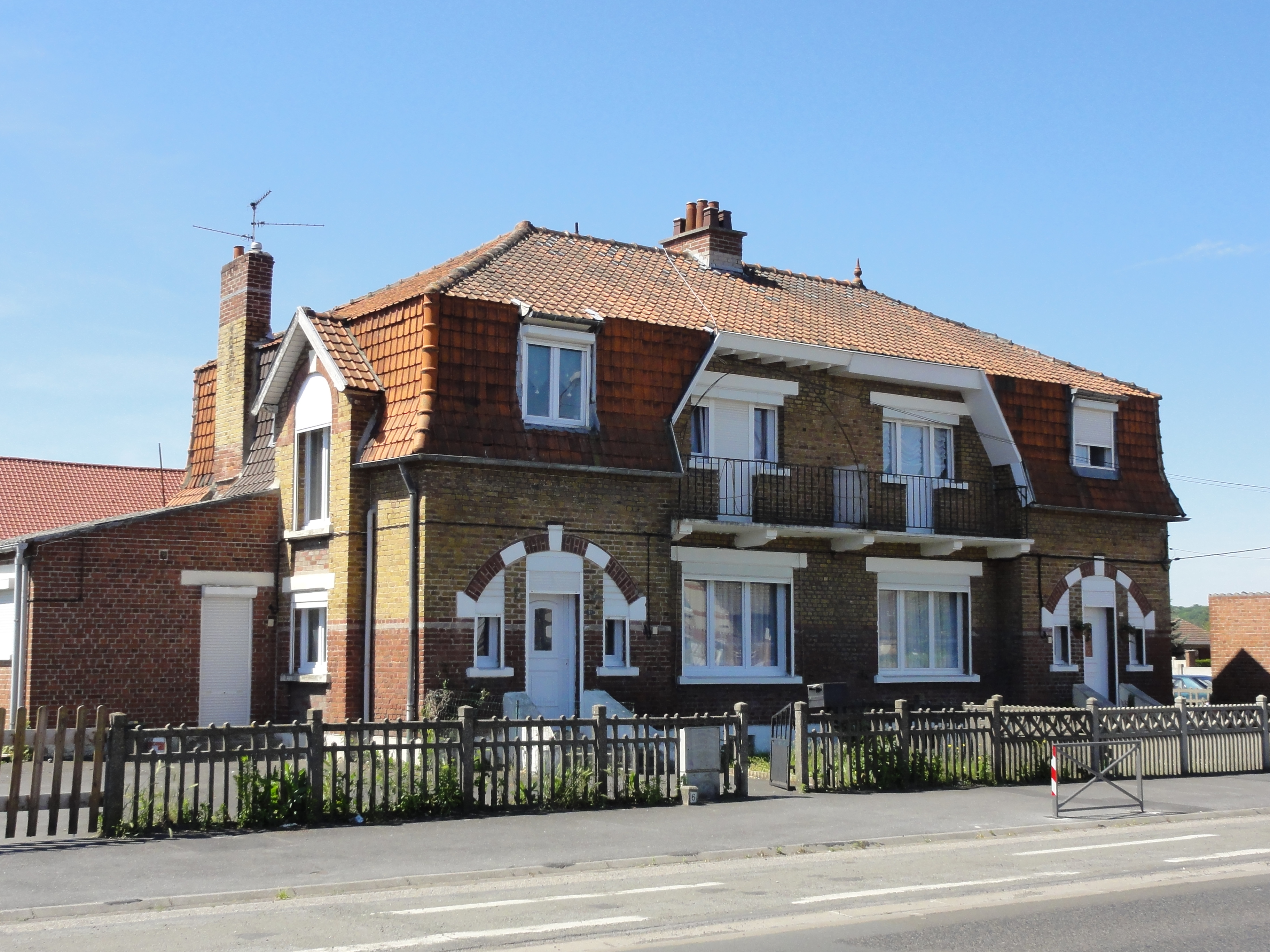
Des habitations d'instituteurs.
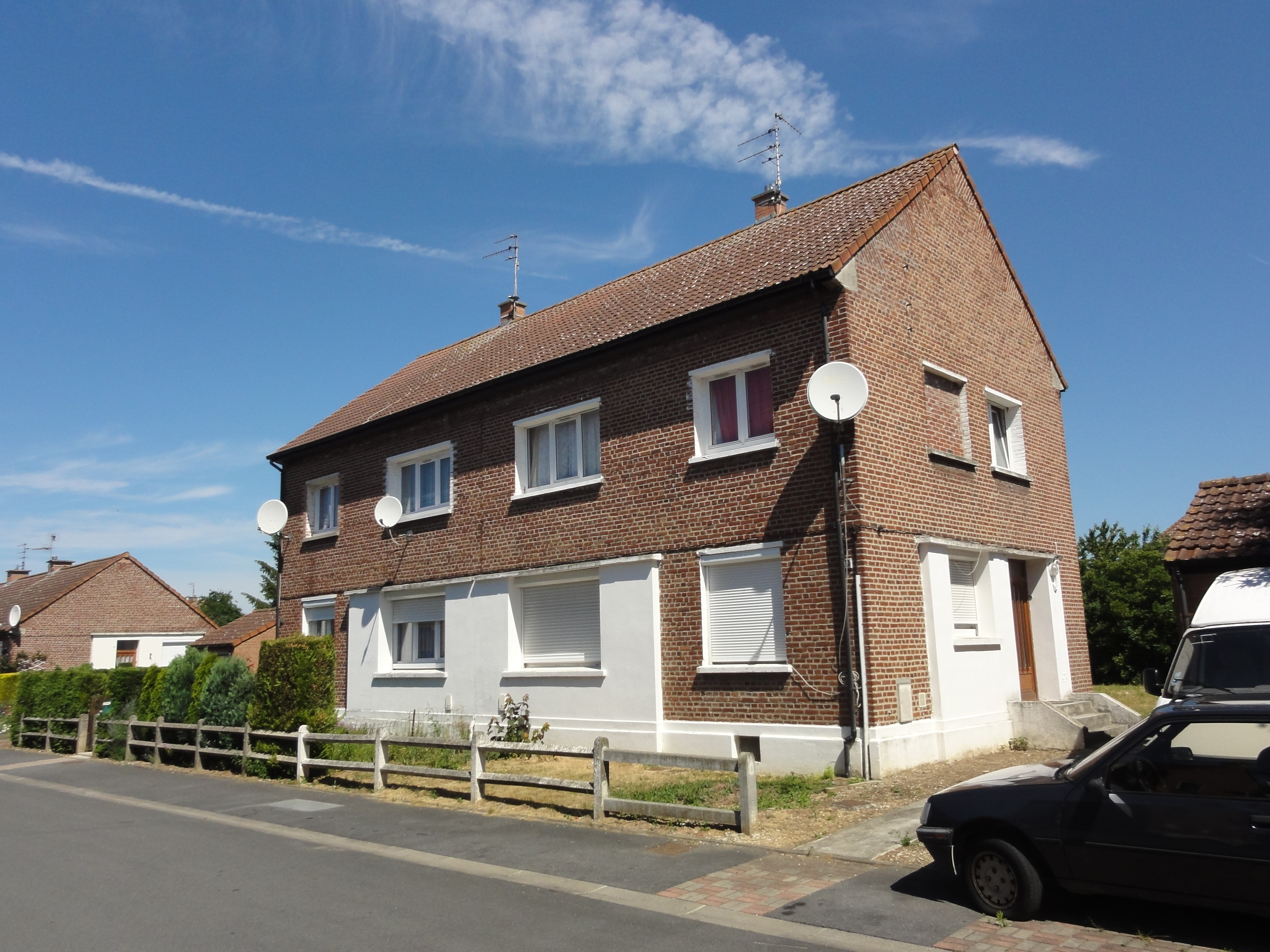
Des habitations post-nationalisation.
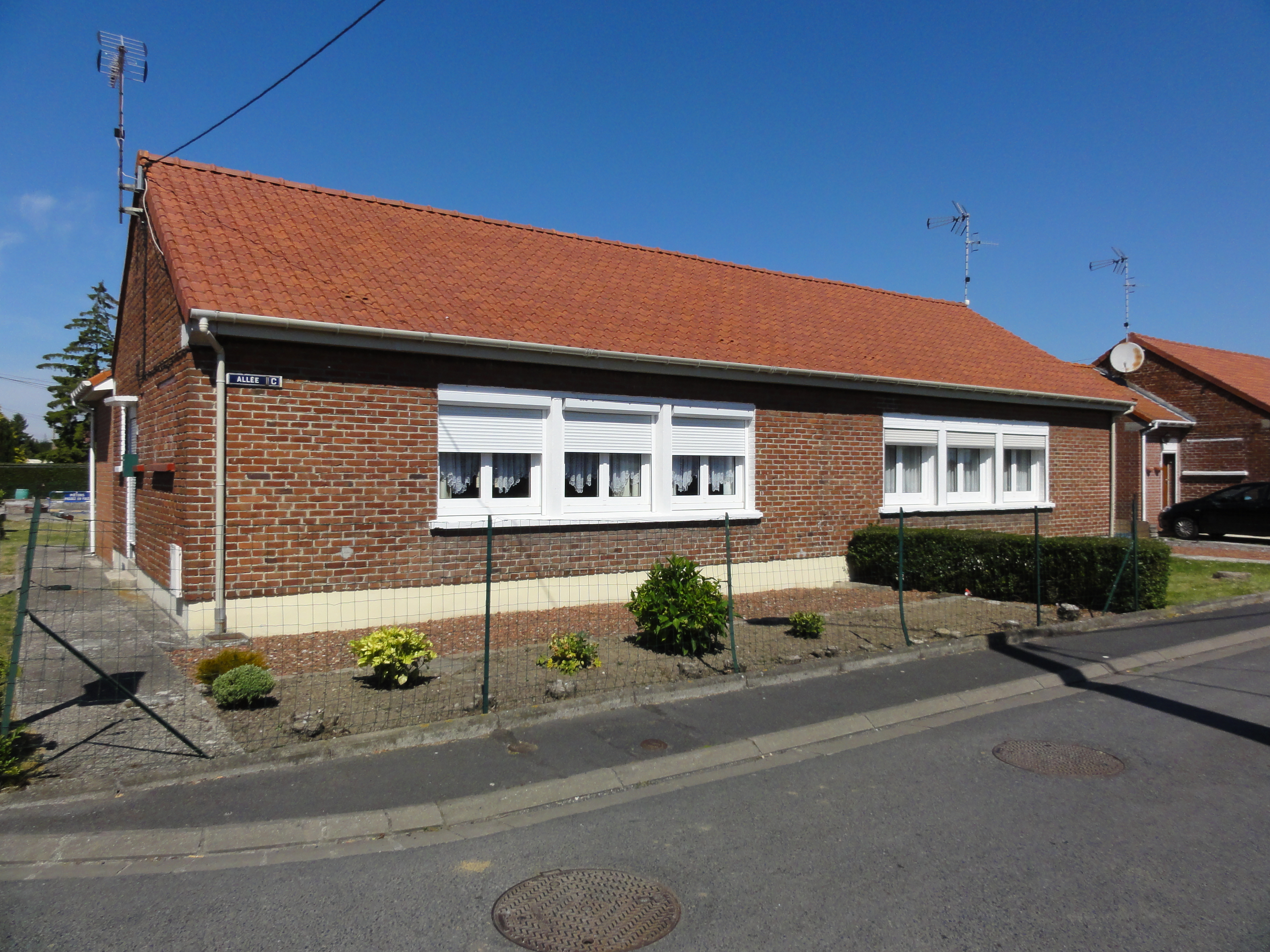
Des habitations post-nationalisation.